# Friedrich Hollaender

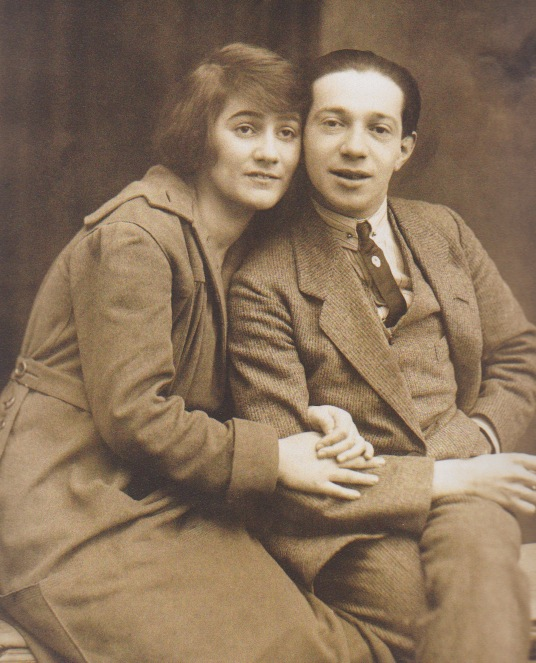
Hollaender com sua esposa Blandine Ebinger, na década de 1920

Friedrich Hollaender (no exílio também Frederick Hollander; 18 de outubro de 1896 – 18 de janeiro de 1976) foi um compositor cinematográfico e autor alemão.

## Vida e carreira
Ele nasceu em Londres, onde seu pai, compositor de operetas Victor Hollaender, trabalhou como diretor musical no Barnum & Bailey Circus. O jovem Hollaender teve um bom contexto familiar de música e teatro: o seu tio, Gustav foi diretor do Conservatório Stern, em Berlim, o seu tio Felix Hollaender foi um escritor crítico conhecido, que mais tarde trabalhou com Max Reinhardt no Deutsches Theater.
Em 1899 Hollaender a família voltou para Berlim, seu pai começou a ensinar na Popa, jardim de inverno, onde seu filho se tornou um estudante de Engelbert Humperdinck's master class. À noite ele tocou piano em performances de cinema mudo em cinemas locais, desenvolvendo a arte da improvisação musical. Com a idade de 18, ele foi empregado como um répétiteur no Novo Teatro alemão em Praga, e também foi colocado no comando de tropa de entretenimento na Frente Ocidental da Primeira Guerra Mundial.
Tendo terminado os seus estudos, ele compôs músicas para produções de Max Reinhardt. Juntamente com Kurt Tucholsky, Klabund, Walter Mehring, Mischa Spoliansky e Joachim Ringelnatz trabalhou em locais como Schall und Rauch de Reinhardt na Großes Schauspielhaus ou o Wilde Bühne liderado por Trude Hesterberg o Theater des Westens em Charlottenburg, onde ele estabeleceu o Tingel-Tangel-Teather de cabaré, em 1931. Em 1919, ele se casou com a atriz Blandine Ebinger, o casal se divorciou em 1926. Sua filha Philine mais tarde tornou-se a esposa do cabarettist Georg Kreisler. Hollaender teve sua descoberta final, quando ele escreveu a trilha sonora para O Anjo Azul (1930), incluindo a música popular,"Falling in Love Again (Não Posso Ajudá-lo)", realizado por Marlene Dietrich.
Ele teve que deixar a Alemanha Nazista em 1933, por causa de sua ascendência Judia e primeiro mudou-se para Paris. Ele emigrou para os Estados Unidos no ano seguinte, onde ele escreveu músicas para mais de uma centena de filmes, incluindo Destry Rides Again (1939), A Foreign Affair (1948), Thes 5.000 Fingers of Dr. T (1953 indicado ao Óscar da Academia) e Sabrina (1954). Muitas de suas canções foram tornadas famosas por Marlene Dietrich. Ele pode ser visto como o acompanhador de piano em A Foreign Affair (em canções, "Mercado Negro", "Ilusões" e "Ruínas de Berlim"). Ele recebeu quatro indicações ao Óscar por a composições. Como "Frederick Hollander", ele também escreveu o semi-autobiográfico romance Those Torn From Earth, lançados em 1941, que detalha a saída da Alemanha por muitos Judeus membros da indústria cinematográfica depois que os Nazistas chegaram ao poder e instituíram as Leis de Nuremberg.
Em 1956, ele voltou para a Alemanha e, novamente, trabalhou por vários anos como um compositor revue no Teatro Die Kleine Freiheit em Munique. Ele fez uma aparição no filme de comédia de Billy Wilder, Um, Dois, Três (1960) como mestre de capela. Hollaender morreu de 1976, em Munique e está enterrado no Obergiesing Ostfriedhof.